# Eustegasta lueci
Eustegasta lueci är en kackerlacksart som beskrevs av Dominique 1900. Eustegasta lueci ingår i släktet Eustegasta och familjen jättekackerlackor. Inga underarter finns listade i Catalogue of Life.